# Ewige Jagdgründe
Ewige Jagdgründe ist ein fiktiver Begriff, der in der Unterhaltungsliteratur, besonders in Wildwestromanen, die Vorstellung der amerikanischen Ureinwohner vom Leben nach dem Tod beschreiben soll. Der deutsche Begriff, der auf das englische happy hunting grounds zurückgeht, wurde von Fredéric Armand Strubberg um 1860 schriftstellerisch eingeführt, dann von Karl May übernommen und durch das Interesse an dessen Abenteuerromanen zwei Jahrzehnte später populär gemacht.
In der Umgangssprache wird „in die ewigen Jagdgründe eingehen“ scherzhaft, ironisch oder euphemistisch für das Sterben von Mensch und Tier oder auch für die irreparabele Beschädigung oder Zerstörung von Dingen oder das unwiederbringliche Verlorengehen von Begriffen, Verhaltensweisen etc. verwendet.

## Ursprung  und Verbreitung
Ungeachtet der Tatsache, dass die sogenannten Indianer Nordamerikas Hunderte von Stämmen umfassen – 2016 enthält die Liste des Federal Registers 566 Tribal entities – deren unterschiedliche spirituelle Vorstellungen monotheistisch, polytheistisch, henotheistisch, animistisch, schamanistisch, pantheistisch oder Kombinationen davon sein können, hat sich in der Unterhaltungsliteratur seit Anfang des 19. Jahrhunderts durch die „ewigen Jagdgründe“ (eine Formulierung durch Weiße) eine Generalisierung der indianischen Vorstellung vom Leben nach dem Tod durchgesetzt.

### Happy hunting grounds
Der englische Begriff happy hunting grounds wurde von James Fenimore Cooper in dem 1826 erschienenen Roman The Last of the Mohicans erstmals verwendet und in weiteren Romanen perpetuiert. Danach wurde der Begriff literarisch weiter verbreitet – beispielsweise von J. T. Adams in The Lost Hunter: A Tale of Early Times (1856) und Mark Twain und Lee Nelson in Huck Finn and Tom Sawyer among the Indians (1868 ff.) – und generalisierte dadurch immer mehr die Vorstellung des Jenseits aller amerikanischen indigenen Völker.
In The Hunting Grounds of the Great West: A Description of the Plains, Game, and Indians of the Great North American Desert (1877) kritisieren der US-Army-Colonel Richard Irving Dodge (1827–1895) und der Unternehmer William Blackmore die Indianer für ihre angeblich naive Vorstellung von Nachleben in den happy hunting grounds: „The indian's idea of the future Life in the happy hunting grounds is as vague, confused, indefinite, and inconsistent, as can well be imagined.“ („Die Vorstellung der Indianer vom zukünftigen Leben in den happy hunting grounds ist so vage, verworren, unbestimmt und widersprüchlich, wie man es sich nur vorstellen kann.“). Auch in deutschsprachigen Berichten wurde die gleiche abwertende Beurteilung über diesen fiktiven Glauben vorgebracht: „... ihr Ideenkreis ist daher sehr beschränkt“.

### Glückliche Jagdgründe
Der englische Begriff happy hunting grounds wurde in frühen deutschen Übersetzungen auch mit „glückliche Jagdgründe“ wiedergegeben, beispielsweise in Monsieur Violets Reisen und Abenteuer (1844) oder in der deutschen Version von The Knight of the Golden Melice: A Historical Romance (1857) von John Turvill Adams. Auch der katholische Priester Leonhard Schneider verwendet diesen Begriff in Die Unsterblichkeitsidee im Glauben und in der Philosophie der Völker (1870).
Obwohl sich diese Formulierung auch noch im 20. Jahrhundert in der Literatur finden lässt, hat sie sich nicht in der Umgangssprache eingebürgert.

### Ewige Jagdgründe

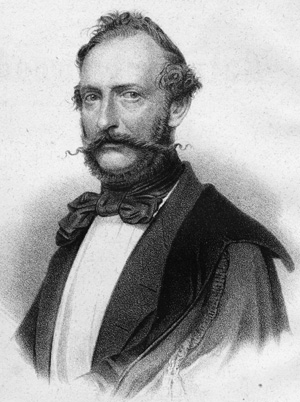
Fredéric Armand Strubberg (1806–1889)

Der Deutsche Fredéric Armand Strubberg (Pseudonym Armand) verwendete in seinen Romanen erstmalig den Begriff „ewige Jagdgründe“. Im Alter von 20 Jahren verbrachte Strubberg ab 1826 einige Zeit in den Amerika. In den 1830er Jahren hielt er sich wieder in seiner Geburtsstadt Kassel auf und ging 1841 erneut – diesmal als Vertreter europäischer Tabakfirmen – nach Nordamerika. Nach einem abenteuerlichen Leben in mehreren Staaten des Wilden Westens und mit einer Verwundung am Auge kehrte Strubberg 1854 nach Deutschland zurück, wo er mit dem Schreiben von Abenteuerromanen begann, in denen er seine persönlichen Erfahrungen verarbeitete.
In seiner dreibändigen Ralph-Norwood-Serie (1860/61) erwähnt Strubberg mehrfach die ewigen Jagdgründe, beispielsweise:
- „... noch habt Ihr Freude an der Jagd, an Euren Pferden, an Euren Frauen und Kindern, und noch sehnt Ihr Euch nicht nach den ewigen Jagdgründen Eurer Väter.“ (S. 107)
- „... wenn das Leben in den undurchdringlichen, finstern Wäldern, in den bodenlosen Sümpfen Floridas ihnen zur Last geworden wäre, dann würde Tallihadjo ihnen den Weg aus denselben zu den schönen, ewigen Jagdgründen ihrer Väter zeigen und sein Herz würde freudig schlagen, ...“ (S. 110)
- „Fühlt Dein Geist denn nicht, wie Deines Sohnes Seele Vergeltung von Dir fordert, werden nicht Deine Väter in ihren ewigen Jagdgründen über Dich zürnen ...“ (S. 142)
- „... und wo er Euch zu Euern Brüdern in die großen, endlosen, immergrünen Prairien, oder in die ewigen, wundervollen Jagdgründe Euerer Väter führen wird.“ (S. 527)
- „... sein Herz ist aber noch stolz darauf, ein Seminole zu sein, und er sehnt sich danach, siegend über deren Feinde in die ewigen Jagdgründe seiner Väter zu gehen.“ (S. 624)
- „Und Tallihadjo muß in die ewigen Jagdgründe zu seinen Vätern gehen, ohne Ralph Norwood’s Scalp mitzubringen!“ (S. 1175)

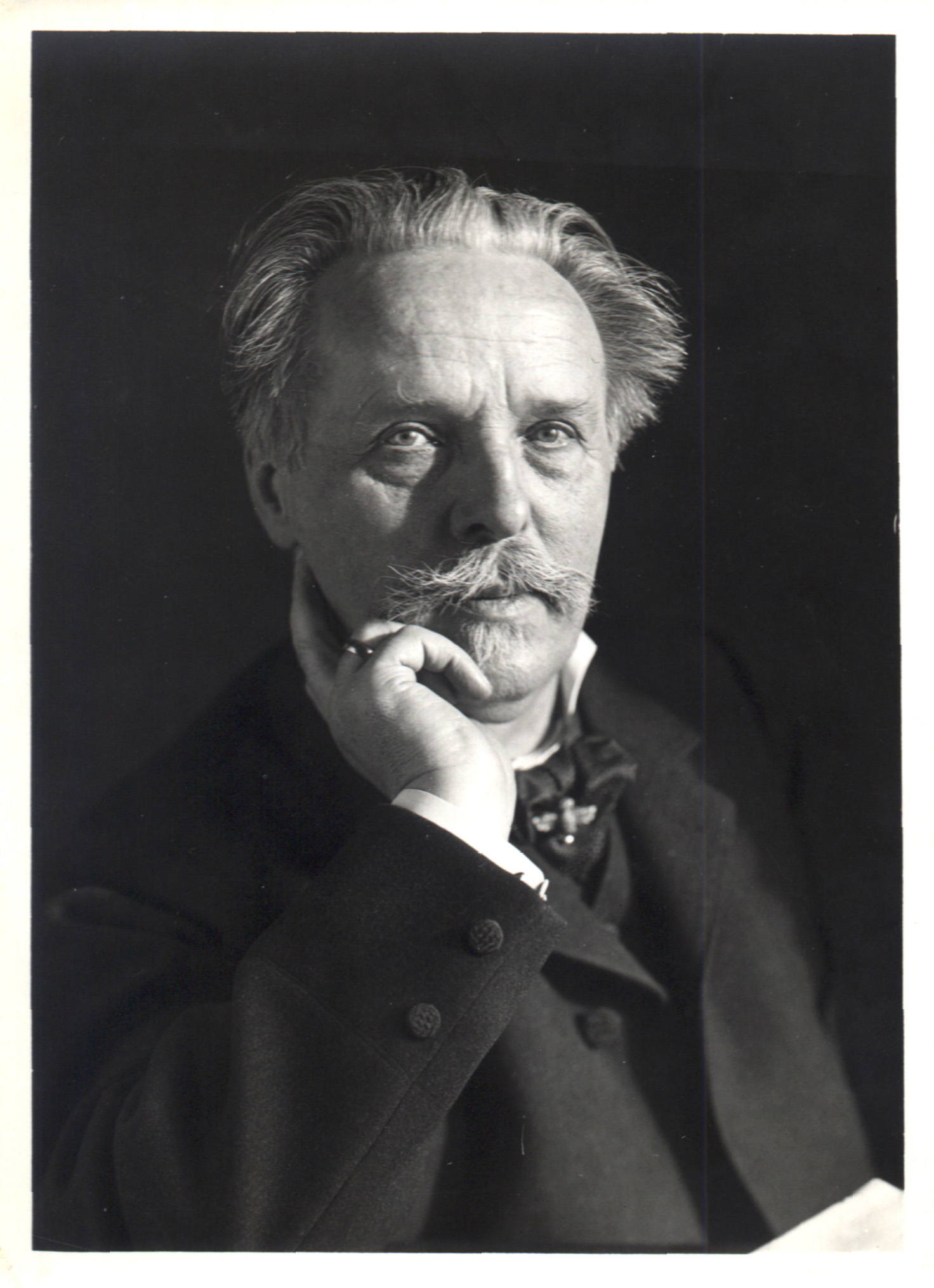
Karl May (1842–1912)

Trotz Strubbergs Orts- und Sachkenntnis gelang es ihm und seinen Verlegern nicht, seine Bücher in hohen Auflagenzahlen zu verbreiten. Erst viel später wurde sein Beitrag zum authentischen Abenteuerroman erkannt.
Im Gegensatz zu Strubberg wurde Karl May, der erstmalig 1908 – vier Jahre vor seinem Tode – eine kurze Reise nach Nordamerika machte und der während seiner Zeit als Schriftsteller keine persönlichen Ortskenntnisse des Wilden Westens vorweisen konnte („Karl May hat sich den amerikanischen Westen vorgestellt, Strubberg hat ihn erlebt.“), einer der produktivsten Autoren von Abenteuerromanen und einer der meistgelesenen Schriftsteller deutscher Sprache.
Da Karl May „zweifelsohne ausgiebig von ihm [Strubberg] schöpfte ...“, übernahm May auch den Begriff „ewige Jagdgründe“. Er findet sich beispielsweise in Scepter und Hammer: Die Juweleninsel (1881), in Winnetou, der rote Gentleman (1893), in Der schwarze Mustang (1896/97), in Satan und Ischariot: Reiseerlebnisse (1897), in Im Reiche des silbernen Löwen: Reiseerlebnisse (1898), in Old Surehand: Reiseerlebnisse (1899) und in anderen Werken. Durch die Popularität und die hohen Auflagenzahlen von Mays Büchern verbreitete sich der Begriff nachhaltig.
Der Begriff „ewige Jagdgründe“ wird auch in anderen Sprachen verwendet: englisch eternal hunting grounds, französisch terrains de chasse éternels, italienisch eterni territori di caccia, niederländisch eeuwige jachtvelden, polnisch kraina wiecznych łowów, slowenisch večné loviská, um nur einige zu nennen.

## Verwendung in Umgangssprache und Journalismus
In der Umgangssprache wird „in die ewigen Jagdgründe eingehen“ scherzhaft, ironisch oder euphemistisch für das Sterben von Mensch und Tier oder auch für die irreparabele Beschädigung oder Zerstörung von Dingen oder das unwiederbringliche Verlorengehen von Begriffen, Verhaltensweisen etc. verwendet.
Auch im Journalismus wird der Begriff dergestalt eingesetzt.
- Den Nachruf auf Pierre Brice, der jahrzehntelang Winnetou in Filmen und auf der Freiluftbühne dargestellt hatte, betitelte Die Zeit mit „Die ewigen Jagdgründe haben einen neuen Stargast“.[28]
- Matthias Alexander schreibt in einer Buchbesprechung über die von Egon Eiermann gebaute Firmenzentrale von Neckermann: „Und wie es mit Großbauten für Firmen so ist, sie sind akut abrissgefährdet, sobald der Bauherr in die ewigen Jagdgründe der Wirtschaftsgeschichte eingegangen oder das Gebäude abgeschrieben ist.“[29]
- Der Journalist Helmut S. Ruppert untersuchte die zeitliche Veränderung von Formulierungen in Todesanzeigen in seinem Buch Eingegangen in die ewigen Jagdgründe: Die Todesanzeige als Abbild der Zeit, Echter Verlag, Würzburg (2008).